# Puccinia semi-insculpta
Puccinia semi-insculpta ist eine Ständerpilzart aus der Ordnung der Rostpilze (Pucciniales). Der Pilz ist ein Endoparasit des Korbblütlergattung Vernonia. Symptome des Befalls durch die Art sind Rostflecken und Pusteln auf den Blattoberflächen der Wirtspflanzen. Sie ist in Süd- und Mittelamerika verbreitet.

## Merkmale

### Makroskopische Merkmale
Puccinia semi-insculpta ist mit bloßem Auge nur anhand der auf der Oberfläche des Wirtes hervortretenden Sporenlager zu erkennen. Sie wachsen in Nestern, die als gelbliche bis braune Flecken und Pusteln auf den Blattoberflächen erscheinen.

### Mikroskopische Merkmale
Das Myzel von Puccinia semi-insculpta wächst wie bei allen Puccinia-Arten interzellulär und bildet Saugfäden, die in das Speichergewebe des Wirtes wachsen. Ihre Spermogonien wachsen oberseitig auf den Wirtsblättern. Die blattoberseitig wachsenden Aecien der Art sind hell gelbbraun. Ihre hell goldenen bis fast hyalinen Aeciosporen sind 24–30 × 21–24 µm groß, eiförmig bis breitellipsoid und stachelwarzig. Die beidseitig wachsenden Uredien des Pilzes sind hell gelbbraun. Ihre farblosen bis blassgoldenen Uredosporen sind 24–30 × 21–24 µm groß, eiförmig bis breitellipsoid und stachelwarzig. Die blattoberseitig wachsenden Telien der Art sind unbedeckt. Die dunkel kastanienbraunen Teliosporen sind zweizellig, in der Regel breitellipsoid, runzelig und meist 42–56 × 22–40 µm groß. Ihre Stiele sind farblos und bis zu 85 µm lang.

## Verbreitung
Das bekannte Verbreitungsgebiet von Puccinia semi-insculpta reicht von Mexiko bis nach Südamerika.

## Ökologie
Die Wirtspflanzen von Puccinia semi-insculpta sind diverse Scheinastern (Vernonia spp.). Der Pilz ernährt sich von den im Speichergewebe der Pflanzen vorhandenen Nährstoffen, seine Sporenlager brechen später durch die Blattoberfläche und setzen Sporen frei. Die Art durchläuft einen makrozyklischen Entwicklungszyklus mit Spermogonien, Aecien, Telien und Uredien. Als autoöker Parasit macht sie keinen Wirtswechsel durch.